# Kliprand
Kliprand è un centro abitato sudafricano situato nella municipalità distrettuale di West Coast nella provincia del Capo Occidentale.

## Geografia fisica
Il piccolo centro abitato sorge a circa 80 chilometri a nord-ovest di Loeriesfontein e a circa 366 chilometri a nord di Città del Capo.